# Johannes Gryphiander
Johannes Gryphiander (eigentlich Johannes Griepenkerl; * 1580 in Oldenburg; † 15. Dezember 1652 ebenda) war ein deutscher Rat sowie Schriftsteller.

## Leben
Griepenkerl, der seinen Namen später der Mode während des Humanismus folgend gräzisierte, war der Sohn des oldenburgischen Ratsherrn Roleff Griepenkerl (1542–1612). Er besuchte die Schulen in Oldenburg, Braunschweig und Dortmund, musste aber aus finanziellen Gründen seine Ausbildung zunächst abbrechen und bei einem Kaufmann in die Lehre gehen. Erst mit 25 Jahren konnte er – vermutlich mit Unterstützung des oldenburgischen Grafen Anton Günther – seine Studien fortsetzen. Am 12. Oktober 1605 wurde er an der Universität Helmstedt immatrikuliert, an der er Rechtswissenschaft sowie eine Reihe anderer Fächer studierte.
Nach Abschluss seiner Studien hielt Gryphiander mehrere Jahre lang als Privatdozent Vorlesungen an den Universitäten Wittenberg, Jena und Altdorf. 1612 wurde er Professor für Geschichte und Poesie an der Universität Jena, an der er 1614 zum Doktor der Rechte promovierte. Im Sommer 1618 wurde er von Graf Anton Günther nach Oldenburg berufen und zum Rat und Richter ernannt. Seine Amtstätigkeit und weiteres Leben sind nicht bekannt.

## Schriftstellerische Tätigkeit
Gryphiander war auch schriftstellerisch tätig und verfasste eine Reihe juristischer Abhandlungen, von denen vor allem die 1625 veröffentlichte Untersuchung über die Rolandssäulen erwähnenswert ist, deren stadtrechtliche Bedeutung er als erster nachwies. Er beschäftigte sich auch mit der Geschichte Oldenburgs und plante eine umfangreiche Darstellung, die er Commentationum rerum Oldenburgi- carum libri 44 nennen wollte. Über Anfangsarbeiten kam er allerdings nicht hinaus, weswegen nur eine handschriftliche Abhandlung über das Niedergericht zu Bremen und Oldenburg erhalten ist.
Offenbar in Dankbarkeit für seine geleistete Unterstützung widmete er Anton Günther das lateinische Theaterstück Fridericus Leomachus, das 1609 in Magdeburg gedruckt und im selben Jahr von Helmstedter Studenten aufgeführt wurde. In dieser Comoedia Nova verarbeitete er die regional-historische Sage vom Löwenkampf des oldenburgischen Grafen Friedrich (bezeugt 1091), der dieses Gottesurteil mit Hilfe einer List siegreich bestand und damit die Unschuld seines Vaters Huno (* vor 1091) beweisen konnte. (→ siehe dazu auch Liste der Grafen von Oldenburg).

## Familie
Gryphiander war seit 1613 verheiratet mit Anna geb. Neuhaus, der Tochter des gräflichen Rentmeisters Johann Neuhaus († 1605) und dessen zweiter Ehefrau Beke geb. Vogt († 1609), der Enkelin des ersten oldenburgischen Kanzlers Nikolaus Vogt (ca. 1490–1564/65). Das Ehepaar hatte drei Söhne.

## Werke
- Fridericus Leomachus seu comoedia nova. Magdeburg. 1609.
- De insulis Tractatus. Frankfurt. 1624.
- De Weichbildis Saxonicis sive colossis Rolandinis. Frankfurt. 1625.
- Euthanasia, sive de facultate bene beateque moriendi. Bremen. 1644.
- Oeconomicarum legalium sive de arte acquirendi et conservandi patrimonii libri duo. Bremen. 1662.
- Historischer Bericht von dem Niedergericht zu Bremen und Oldenburg. MS, StAO.